# Whatì Airport
Whatì Airport (franska: Aéroport de Whatì) är en flygplats i Kanada.   Den ligger i territoriet Northwest Territories, i den centrala delen av landet, 3 200 km nordväst om huvudstaden Ottawa. Whatì Airport ligger 269 meter över havet.
Terrängen runt Whatì Airport är mycket platt. Trakten runt Whatì Airport är nära nog obefolkad, med mindre än två invånare per kvadratkilometer.. Närmaste större samhälle är Whatì, 2,0 km nordväst om Whatì Airport.
Omgivningarna runt Whatì Airport består huvudsakligen av skogstundra.